# Taipalsaari
Taipalsaari este o comună din Finlanda.